# Jaguar Land Rover
Jaguar Land Rover — британская автомобилестроительная компания, выпускающая автомобили под брендами Range Rover, Defender, Discovery и Jaguar. Входит в состав индийской промышленной группы Tata Motors. Штаб-квартира расположена в Уитли (пригород Ковентри).

## История
Компания Jaguar была основана в 1922 году (до 1945 года называлась Swallow Sidecar Company). Land Rover появилась в 1948 году как подразделение Rover Company по выпуску внедорожников Defender; в 1969 году была основана линия Range Rover. Позже Land Rover несколько раз меняла владельца: British Leyland (1978—1986), British Aerospace (1986—1994), BMW (1994—2000) и Ford Motor Company (2000—2008).
В июне 2007 года компания Ford выставила на продажу принадлежавшие ей Land Rover и Jaguar. В 2008 году их за 1,7 млрд фунтов стерлингов (2,3 млрд долларов) приобрела индийская группа Tata Motors, после чего создала для них общую холдинговую компанию Jaguar Land Rover. Сделка также включала 3 неиспользовавшихся бренда: Daimler, Lanchester и Rover. В 2011 году было начато производство кроссовера Range Rover Evoque. В сентябре 2011 года было начато строительство завода по производству двигателей в Вулвергемптоне.
В марте 2012 года было создано совместное предприятие с китайским автопроизводителем Chery Automobile. Завод совместного предприятия в Чаншу, в который было вложено 1,8 млрд долларов, начал работу в 2014 году, его номинальная производительность составляла 130 тыс. автомобилей в год. В 2019 году была поглощена компания Bowler, выпускавшая спортивные внедорожники на базе моделей Land Rover.
В 2023 году компания объявила о намерении инвестировать 15 млрд фунтов стерлингов в переоборудование заводов и к 2030 году полностью перейти на производство электромобилей.

## Деятельность
Подразделения компании по состоянию на 2024/25 финансовый год:
- Range Rover — 225 тыс. автомобилей, 53 % выручки;
- Defender — 112,6 тыс. автомобилей, 26 % выручки;
- Discovery — 42,7 тыс. автомобилей, 10 % выручки;
- Jaguar — 48,4 тыс. автомобилей, 11 % выручки.

За 2024/25 финансовый год было продано 428,9 тыс. автомобилей (включая 28 тыс. в рамках совместного предприятия с Chery Automobile), из них в Северной Америке — 120,3 тыс., в Китае — 83,7 тыс., в Великобритании — 81,3 тыс., в остальной Европе — 71,6 тыс., в других регионах — 72 тыс. Выручка составила 29 млрд фунтов стерлингов.
Основные предприятия:
- Бирмингем (Великобритания) — завод Castle Bromwich открыт в 1977 году, основное предприятие Jaguar;
- Солихалл (Великобритания) — завод открыт в 1948 году, основное предприятие Land Rover;
- Хейлвуд (Великобритания) — завод открыт в 1963 году[13], выпускает Range Rover и Discovery;
- Вулвергемптон (Великобритания) — завод выпускает двигатели Ingenium;
- Пуна (Индия) — завод открыт в 2011 году, выпускает Range Rover, Discovery и Jaguar для местного рынка;
- Чаншу (КНР) — завод открыт в 2014 году, в 2017 году расширен линией совместного предприятия с Chery, выпускает Range Rover, Discovery и Jaguar для китайского рынка;
- Нитра (Словакия) — завод открыт в 2018 году, выпускает Discovery и Defender;
- Итатиая (Бразилия) — завод открыт в 2016 году, выпускает Discovery для местного рынка;
- Грац (Австрия) — завод компании Magna Steyr, по контракту выпускающий электромобили Jaguar.